# Пуленепробиваемый монах
«Пуленепробиваемый монах» (англ. Bulletproof Monk) — боевик с элементами фэнтези, в главных ролях которого снялись Чоу Юньфат, Шон Уильям Скотт и Джейми Кинг.

## Сюжет
В 1943 году на храм в Тибете напал немецкий штандартенфюрер СС в поисках всемогущего свитка, прочтя который человек может обрести божественные силы. Лишь одному из монахов удаётся сбежать — тому, кто был избран охранять свиток последующие 60 лет.
В наше время, через 60 лет после нападения на храм, на сцену выходит молодой вор-карманник по имени Кар («семья» на кантонском диалекте), который наталкивается на монаха, преследуемого людьми состарившегося немца. Монах становится свидетелем исполнения двух из трёх пророчеств, которые предвещают появление следующего хранителя свитка — Кара. Кар встречает девушку по имени Джейд (бандитка), и оба оказываются ввязаны в эту 60-летнюю охоту. Немцу удаётся похитить монаха, но тот подменил свиток, нанеся его на своё тело в виде татуировки и запомнив последнюю строку. Кар и Джейд проникают в логово похитителей и вызволяют других монахов, тем самым исполняя третье пророчество. Монах и Кар вместе дерутся с помолодевшим немцем, который вобрал в себя большую часть сил свитка. Кару едва удаётся сбросить его на высоковольтные провода, когда он наконец принял свою судьбу и научился «ступать по воздуху как по камню». Но затем немец возвращается и стреляет в Кара. Пулю перехватывает Джейд, а Кар толкает немца под статую, которая его убивает. Приподняв блузку Джейд, Кар видит часть надписей свитка на её теле. Монах понимает, что оба — Кар и Джейд — разделили обязанности хранителя, ведь каждый из них не имеет полноценной жизни. Лишь вместе они могут жить нормально. Перед тем как уйти на покой, монах шепчет каждому из них по половине фразы, которую он запомнил, делая их едиными на следующие 60 лет.

## В ролях
| Актёр            | Роль                        |
| ---------------- | --------------------------- |
| Чоу Юньфат       | Безымянный монах            |
| Шон Уильям Скотт | Кар                         |
| Джейми Кинг      | Джейд                       |
| Карел Роден      | Штандартенфюрер СС Страккер |
| Виктория Смарфит | Нина                        |
| Роджер Юань      | Главный монах               |
| Мако Ивамацу     | Мистер Кодзима              |
| Маркус Жан Пирэ  | Мистер Фантастик            |